# 약난초
약난초(藥蘭草)는 난초과의 여러해살이풀이다. 정화난초라고도 부른다.

## 분포
내장산 이남의 해안 및 도서 지역, 중국, 일본, 타이, 베트남에 분포한다. 낙엽이 두껍게 쌓이고 습기가 있으며 반그늘진 낙엽수림의 하부에서 주로 자란다. 국내에서는 무분별한 채취로 자생지 및 개체 수가 급격히 감소하여, 환경부에서 희귀종으로 지정하여 보호하고 있다. (지정번호 식-39)

## 생태와 특징

### 잎
잎은 1~2개가 비늘줄기 끝에서 나와 겨울이 지나면 마른다. 길이 25~40cm, 너비 4~5cm의 긴 타원형이며, 가장자리가 밋밋하고 3맥이 있다. 끝이 뾰족하고 밑부분이 좁아져서 잎자루와 연결된다. 9월쯤에 새로운 잎이 나오며, 푸른 잎으로 겨울을 나고 5월쯤에 묵은 잎이 말라죽은 뒤에 꽃을 피운다.

### 꽃
5~6월에 연한 자줏빛이 도는 갈색 꽃이 모두송이꽃차례로 핀다. 잎 옆에서 길이 30~50cm 정도의 꽃대가 나와 곧추 자라며, 15~20개의 꽃이 한쪽으로 치우쳐서 아래를 향해 달린다. 잎몸이 없는 칼집잎이 있고, 꽃차례는 길이 10~20cm이다. 꽃턱잎은 7~10mm 정도 되는 뾰족잎으로, 줄 모양 거꿀바소꼴이다. 꽃덮이조각은 줄 모양 거꿀바소꼴이며, 길이 3~3.5cm, 너비 4~5mm이다. 입술꽃잎은 윗부분이 3개로 갈라지고 아랫부분에 울퉁불퉁한 부속체가 있으나 꿀주머니는 없다. 암술은 길이 2.5cm로서 윗부분이 약간 굵다.

### 열매
열매는 타원형의 튀는열매이며 대가 없고 길이 2~2.5cm이고 밑을 향한다.

### 줄기와 뿌리
헛비늘줄기가 발달했다. 높이 3cm 정도 되는 헛비늘줄기는 넓은 달걀 모양이며, 땅속으로 얕게 들어가 옆으로 염주같이 연결된다.

## 재배
씨앗은 무균배양으로 싹을 틔울 수 있고, 주로 포기나누기로 증식한다. 비늘줄기가 10개 이상 자란 후 2개씩 분리해 심으면 쉽게 번식시킬 수 있다. 중북부 지방에서 노지 재배하는 경우에는 낙엽이 충분히 쌓일 수 있는 낙엽수 아래에 심는 것이 겨울철에 안전하다. 부식질을 적당히 지니고 보습성과 배수성이 양호한 토양이 적당하다. 반그늘 상태에서 재배하는 것이 효과적이므로 적절한 환경조건에서 실내 지피식물로 이용하거나 낙엽수의 하부식재 용으로 이용하는 것이 좋다. 화분에 옮겨심어 야생 모습 그대로 키워내 감상하여도 좋다.

## 쓰임새
점액이 많은 비늘줄기를 점활제로 사용한다. 뿌리에 항생물질이 있어, 약재로 사용한다.

## 비슷한 식물
- 감자난초(Oreorchis patens)
- 두잎약난초(Cremastra unguiculata): 약난초와 닮았으나 잎이 2장이다.